# Explosión de Bogoso de 2022
La Explosión de Bogoso de 2022 se produjo el 20 de enero de 2022, fue una gran explosión a lo largo de la carretera Tarkwa-Bogoso-Ayamfuri en la región occidental, Ghana, después de que un camión que transportaba explosivos mineros chocara con una motocicleta. La onda expansiva arrasó el pueblo cercano de Apiate, matando a 13 personas e hiriendo a 200.

## Contexto

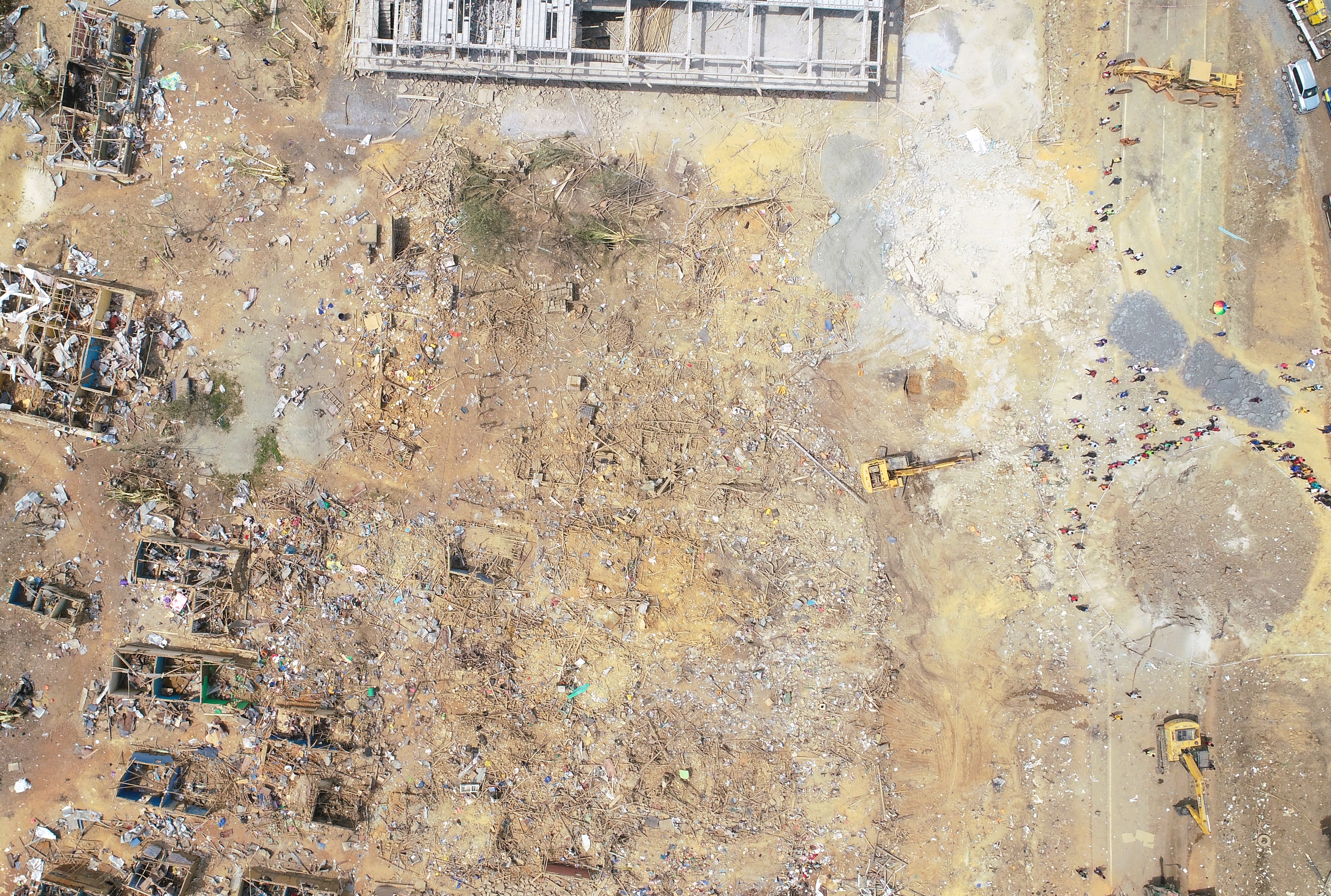
Gran cráter aparecido en el camino como resultado de la explosión

La explosión ocurrió en la carretera Tarkwa-Bogoso-Ayamfuri el 20 de enero de 2022 luego de que un camión operado por Maxam que transportaba 10 toneladas de explosivos mineros entre Tarkwa y Chirano chocara de frente con una motocicleta. Luego, la motocicleta fue atropellada por el camión que se dirigía a la mina de oro Chirano, propiedad de Kinross Gold. La colisión ocurrió alrededor de la 1:25 p. m. y la explosión se produjo unos 45 minutos después. Los servicios de emergencia no habían llegado al lugar cuando el vehículo explotó.
Un portavoz de la policía dijo que el camión estaba escoltado por un coche de seguridad Maxam delante y un vehículo policial detrás. La policía también declaró que el conductor del camión había notado un incendio después de la colisión y con el oficial de policía que lo escoltaba, se apresuró a alertar a las personas cercanas para que corrieran a un lugar seguro, incluida una escuela cercana y una gasolinera. Este relato de los hechos fue cuestionado por algunos lugareños, quienes afirmaron que no habían visto ningún vehículo de escolta. Muchas personas estaban cerca tomando fotografías y videos del accidente cuando explotó el camión. La explosión creó un cráter de 20 metros (66 pies) de ancho en la carretera.
La explosión afectó al cercano pueblo de Apiate. La explosión destruyó varios edificios y dejó un gran cráter en la carretera. Al menos 13 personas murieron y 200 resultaron heridas, de las cuales 45 recibieron tratamiento hospitalario. La Organización Nacional de Gestión de Desastres declaró que 500 edificios resultaron dañados en la explosión y algunas personas quedaron atrapadas por el colapso de las estructuras. Otros fueron dañados por el fuego después de la explosión. Al menos 380 residentes quedaron sin techo. Alrededor de 100 vehículos de carretera también resultaron dañados por la explosión. Un transformador de electricidad de Power Distribution Services Ghana (PDSG) estaba ubicado cerca del lugar del incidente y sufrió graves daños. Este y otros daños a la infraestructura eléctrica cortaron el suministro eléctrico a unas 30.000 personas y su reparación costaría más de 1 millón de cedi ghaneses.
A pesar de los informes iniciales de que murió, el motociclista sobrevivió al accidente y fue llevado al hospital. El conductor del camión sufrió un corte profundo en la cabeza en el accidente y también fue llevado al hospital. El conductor de la escolta policial del camión explosivo resultó ileso, aunque su vehículo fue lanzado a una distancia significativa por la explosión.